# Katalog Polskich Płyt Gramofonowych
Katalog Polskich Płyt Gramofonowych – internetowa baza danych polskich płyt gramofonowych, kaset magnetofonowych i płyt kompaktowych.
Według stanu z kwietnia 2007 zawiera dane o 9500 płyt gramofonowych, 35 000 utworów, 8000 wykonawców, 7000 twórców i 1500 pracowników wspierających produkcje muzyczne.
Twórcą i redaktorem serwisu jest Jacek Żyliński.